# FreeCAD
FreeCAD je program za parametarsko 3D CAD modeliranje opće namjene. Razvoj je potpuno otvorenog koda (LGPLv2+ licenca). Namijenjen je inženjerima strojarstva i dizajnerima 3D predmeta za trodimenzionalni ispis, ali se također uklapa u širi raspon upotreba kao što su arhitektura ili drugi inženjerski smjerovi.
FreeCAD podržava alate koji su slični onima u programu SolidWorks. To je program baziran na parametarskom modeliranju s modularnom softverskom arhitekturom koja omogućuje dodatne funkcije bez promjene jezgre sistema.
Kao kod većine modernih 3D CAD programa za modeliranje program sadrži nekoliko komponenti za izradu 3D modela iz 2D nacrta ili izradu 2D nacrta iz 3D modela. Direktno 2D crtanje kao u programu AutoCAD LT nije u fokusu ovog programa, kao ni stvaranje animacija ili površina s prirodnim izgledom (Maya,  3ds Max, Blender).
Jedan smjer na kojem FreeCAD radi je korištenje (Open-Source) biblioteka, koje se koriste u raznim područjima kao npr. za napredno modeliranje, svjetski poznati UI framework Qt ili Python jedan od najboljih programerskih jezika.
FreeCAD se kao bilioteka može koristiti i u drugim programima. Potpuno je višesistemski program, postoje inačice za Windows, Linux/Unix i Mac OS sustave, s istim izgledom i istom funkcionalnošću na svim platformama.

## Povijest programa
Prva je inačica objavljena 2002. godine, inačica 0.17 objavljena je u travnju 2018. godine.
| Inačica | Nadnevak objave     | Dodatne informacije                     |
| --- | ------------------- | --------------------------------------- |
| 0.0.1 | 29. listopada 2002. | Prva objavljena inačica                 |
| 0.1 | 27. siječnja 2003.  |                                         |
| 0.2 | 9. kolovoza 2005.   |                                         |
| 0.3 | 31. listopada 2005. |                                         |
| 0.4 | 15. siječnja 2006.  |                                         |
| 0.5 | 5. listopada 2006.  |                                         |
| 0.6 | 27. veljače 2007.   |                                         |
| 0.7 | 24. travnja 2009.   |                                         |
| 0.8 | 10. srpnja 2009.    |                                         |
| 0.9 | 16. siječnja 2010.  |                                         |
| 0.10 | 24. srpnja 2010.    |                                         |
| 0.11 | 3. svibnja 2011.    | [ 4 ]                                   |
| 0.12 | 20. studenoga 2011. | [ 5 ]                                   |
| 0.13 | 29. siječnja 2013.  | [ 6 ]                                   |
| 0.14 | 1. srpnja 2014.     | promjena licencije u LGPLv2+            |
| 0.15 | 8. travnja 2015.    | podrška za Oculus Rift                  |
| 0.16 | 18. travnja 2016.   | [ 9 ]                                   |
| 0.17 | 6. travnja 2018.    | [ 10 ]                                  |
| 0.18 | 12. ožujka 2019.    |                                         |
| 0.19 | 21. ožujka 2021.    | zadnja inačica koja se trenutno koristi |
| Legenda:Stara inačicaStarija inačica, ali se još podržavaZadnja inačicaZadnja pregledna inačica budućeg izdanjaBuduće izdanje |                     |                                         |

## Galerija
- Slika 2D Desktopa FreeCAD
- Slika Robotska ruka FreeCAD
- Arhitektura FreeCAD
- Enkoder disk za ispis s 3D pisačem

## Vanjske poveznice
- Početne upute
- Slike